# Дендрарий Скотта
Дендрарий Скотта (англ. Arboretum Scott) — дендрарий и ботанический сад, расположенный в пригороде Суортмора, в штате Пенсильвания, США, на территории Суортмор-колледжа.
Основан в 1929 году и назван в честь Артура Хойта Скотта (выпускника Суортмор-колледжа 1895 года), с целью создания условий для студентов в приобретении практических навыков по выращиванию деревьев, кустарников и травяных растений. Значительные денежные средства на первоначальное обустройство дендрария выделила семья Артура Х. Скотта.
Сегодня в дендрарии содержится более 4 тысяч видов декоративных растений, сгруппированных в четыре ландшафтных зоны:
- лес с пешеходными дорожками;
- более 650 роз двухсот сортов;
- кустарники и деревья семейства падубовых;
- сосновые, еловые, пихтовые и другие хвойные.